# Bridgeport (Alabama)
Bridgeport é uma cidade localizada no estado americano do Alabama, no Condado de Jackson.

## Demografia
Segundo o censo americano de 2000, a sua população era de 2728 habitantes. 
Em 2006, foi estimada uma população de 2703, um decréscimo de 25 (-0.9%).

## Geografia
De acordo com o United States Census Bureau, a localidade tem uma área de 8,4 km², dos quais 8,1 km² cobertos por terra e 0,3 km² cobertos por água. Bridgeport localiza-se a aproximadamente 497 m acima do nível do mar.

## Localidades na vizinhança
O diagrama seguinte representa as localidades num raio de 24 km ao redor de Bridgeport. 